# Дунавски вълни (валс)
Вижте пояснителната страница за други значения на Дунавски вълни.
„Ду̀навски вълнѝ“ или „Вълнѝте на Ду̀нава“ (на румънски: Valurile Dunării; на сръбски: Дунавски валови или Dunavski valovi) е известен валс, създаден от румънския композитор от сръбски произход Йосиф Иванович (Йон/Йован Иванович) през 1880 г. Той е сред най-известните румънски мелодии в света.
Повлиян от прочутия валс „На хубавия син Дунав“ на Йохан Щраус (син), Иванович пише своя валс в гр. Галац, разположен на река Дунав, където заема длъжността капелмайстор на духовия оркестър на 6-и румънски пехотен полк. За първи път валсът е публикуван в Букурещ през 1880 г.
Известният композитор и автор на множество популярни валсове Емил Валдтойфел (1837 – 1915) прави оркестров аранжимент на мелодията в 1886 г. и в такъв вид произведението за първи път е изпълнено през 1889 г. на Световното изложение в Париж, където предизвиква истински фурор.
Валсът е издаден за първи път в САЩ през 1896 г., а следващото издание под название Waves of the Danube в аранжировка за пиано е от 1903 г. Композицията е известна и като Danube Waves Waltz. През 1946 г. Ал Джолсън и Сол Чаплин пишат текста на песента The Anniversary Song (Oh, How We Danced on the Night We Were Wed), Сол прави аранжировка на музиката на Иванович и песента им става много популярна в САЩ (понякога погрешно наричана The Anniversary Waltz, която е съвсем друга композиция).
В аранжировка на Хенри Лефкович и с текст на идиш на Хаим Таубер (1947) композицията е наречена Der Chasene Waltz („Сватбен валс“) и често се изпълнява на еврейски сватби.
В самата Румъния има песенна версия в изпълнение на популярната певица Корина Кириак по текст на Аурел Феля.
Валсът е харесван много и в Русия, дори е смятан дълго за старинен руски валс. Популярен е в съветско време и като песен в изпълнение на Леонид Утьосов по текст на Евгени Долматовски.